# ويليام جورج مورغان
محمد ابو رمان☃☃(بالإنجليزية: William G. Morgan) (23 يناير 1870 - 27 ديسمبر 1942). مخترع كرة الطائرة، التي أطلق عليها في البداية اسم مينويت (Mintonette). ولد مورغان في وكبورت، نيويورك، الولايات المتحدة الأمريكية. وكان أكبر إخوته. والداه هما جورج هنري مورغان (1841-1915) ونانسي شاتفيلد (1848-1932). تزوج من ماري كينج كالدويل، ورزقا بـ 4 أطفال.
التقى مورغان بجيمس نايسميث، مخترع كرة السلة، عندما كان يدرس في كلية سبرينجفيلد بولاية ماساتشوستس عام 1892. عمل مورغان مثل نايسميث في مجال التربية البدنية في جمعية الشبان المسيحية. وتأثر به وبكرة السلة. في عام 1895، في مدينة هوليوك بولاية ماساتشوستس، اخترع مورغان لعبة جماعية أقل صرامة وأكثر ملاءمة لأعضاء جمعية الشبان المسيحية الأكبر سنا، ولكن تحتاج أيضا مهارات رياضية، أسماها "Mintonette". في وقت لاحق شاهد ألفريد S. هالستيد لعبة Mintonnette وسماها "الكرة الطائرة" لأن اللعبة تعتد على جعل «الكرة» تطير جيئة وذهابا فوق الشبكة.